# Apoglaesoconis luzzii
Apoglaesoconis luzzii is een insect uit de familie van de dwerggaasvliegen (Coniopterygidae), die tot de orde netvleugeligen (Neuroptera) behoort. 
De wetenschappelijke naam Apoglaesoconis luzzii is voor het eerst geldig gepubliceerd door Grimaldi in 2000.